# 27056 Ginoloria
27056 Ginoloria este un asteroid din centura principală de asteroizi.

## Descriere
27056 Ginoloria este un asteroid din centura principală de asteroizi. A fost descoperit pe 26 septembrie 1998 la Prescott (Arizona) de Paul G. Comba. Asteroidul prezintă o orbită caracterizată de o semiaxă mare de 3,05 ua, o excentricitate de 0,14 și o înclinație de 10,4° în raport cu ecliptica.